# FBM
FBM (Feature-Based Modeling) - modelowanie oparte na cechach konstrukcyjnych (może być tłumaczone również jako modelowanie wspomagane elementami). Jest to jedna z metod modelowania cyfrowego – (ang. Feature-Based Modeling – FBM, lub Feature-Based Design – FBD). Nazwa metody FBM pochodzi od zastosowania „cech konstrukcyjnych”/„całostek” (ang. features), z których każda ma określoną topologię i zestaw parametrycznych wymiarów geometrycznych. Program CAD umożliwiający modelowanie wspomagane cechami konstrukcyjnymi wykorzystuje zarówno modele przestrzenne typu CSG, jak i B-rep, oba zapisane w formie parametrycznej.
Modelowanie FBM odbywa się przez:
- bezpośrednie działanie w modelerze,
- zmianę wartości parametrów,
- edytowanie biblioteki cech konstrukcyjnych.

Schemat przepływu informacji w modelowaniu metodą FBM

Struktura przepływu informacji w oprogramowaniu CAD wykorzystującym bibliotekę cech konstrukcyjnych oraz system ekspertowy w modelowaniu zostały przedstawione na rysunku.